# 非決定論
非決定論（英語：Indeterminism）泛指與決定論相對立的觀點，用來解釋人類行為的原因。支持此理論的心理學家認為人在各種情境下所展現的各種行為，並非單純由物質或精神等因素所支配之結果，主要是出自於人所俱有的所謂自由意志(free will)所做之自由選擇，也有可能是出自於隨機性，因此每個人的行為皆有很大的差異。換言之，同樣情境，不同的人會有不同的行為，此為人之異於某些動物的原因，例如昆蟲就是典型的例子，刺激與反應，其行為不需經由思考，在相同的情境下不會做出不同的行為。
然而自從之後自然科學盛行，加上函數方程式能完美地解釋及預測一些自然現象，曾經使學界過度傾向機械論的世界觀。因此非決定論在二十世紀初期行為主義盛行時，遭到心理學家的忽視，直到二十世紀後期，隨著量子力學的發展，其不確定性使研究學者漸漸接受函數方程式的自然現象僅能說明普遍的情形，非決定論的觀點才再度受到心理學家的重視。